# Epistula ad Claudiam sororem de Virginitate
Epistula ad Claudiam sororem de Virginitate est une œuvre attribuée au moine breton Pélage, même si son attribution n'est pas unanime.
Elle existe également sous les titres Ad Mauritii filiam laus virginitatis et Exhortatio ad sponsam Christi.
Elle fut attribuée tour à tour à Athanase, Hilaire, Jérôme et surtout à Sulpice Sévère, notamment par l'attribution de Gennade.
C'est une lettre envoyée à une certaine Claudia dont on ne connaît rien des origines, si ce n'est qu'elle est issue d'un milieu lettré ou proche d'un tel milieu.